# عادل صالح
عادل صالح هو ممثل سعودي من محافظة جدة.شارك في العديد من الأعمال التلفزيونية المختلفة منها مسلسل حكايات بابا فرحان و مسلسل البيت الكبير إلى جانب الفنان الكويتي الراحل غانم الصالح و الفنان خالد الحربي مسلسل عفواً أبي مع الفنان خالد الحربي والفنان جميل علي مسلسل عندما تغيب الحقيقة من إنتاج التلفزيون السعودي.

## أعماله
1. حكايات بابا فرحان (بطولة مشتركة) في جميع الأجزاء من عام 1414هـ إلى عام 1425هـ
2. البيت الكبير (بطولة مشتركة مع الفنان الكويتي الراحل غانم الصالح والفنان خالد الحربي ) من إنتاج التلفزيون السعودي عام 1418هـ وعرض في شهر رمضان المبارك بعد سباق المشاهدين الساعة الثانية منتصف الليل.
3. عفواً أبي (بطولة مشتركة مع الفنان خالد الحربي والفنان جميل علي) من إنتاج التلفزيون السعودي عام 1419 هـ وعرض في أواخر رمضان المبارك بعد انتهاء حلقات طاش ما طاش.
4. أمل وآلام عرض على التلفزيون السعودي عام 1422هـ
5. عندما تغيب الحقيقة من إنتاج التلفزيون السعودي عام 1425هـ وعرض على التلفزيون السعودي عام 1427هـ